# イオンスーパーセンター一関店
イオンスーパーセンター一関店（イオンスーパーセンターいちのせきてん）は、岩手県一関市にあるイオン東北株式会社が運営するショッピングセンター。

## 概要
ジャスコ（現・イオン）は1981年（昭和56年）、ジャスコ一関店の出店を計画していたが、商業活動調整協議会の審議により店舗面積を大幅削減され、出店を断念しており、イオンとなってから再び一関市への出店を目指した形となった。（ジャスコ一関店は現在の一関サティ（現・イオン一関店）の場所に出店予定だった。）
また、今回の計画当初、敷地約50,000 m2、店舗面積20,000 m2の予定であったが、用地確保の難航などにより、15,246 m2と大幅縮小した形での出店となった。また、駐車場出入り口も、当初計画の7か所から4か所へ変更された。

## 沿革
- 2007年（平成19年）2月21日 - イオンスーパーセンター運営の「イオンスーパーセンター一関店」として開店[4][5]。
- 2013年（平成25年）6月21日 - 直営靴売場を株式会社ジーフットに移管。
- 2025年（令和7年）3月1日 - イオン東北株式会社によるイオンスーパーセンター株式会社の吸収合併に伴い、運営がイオン東北株式会社へ移管。

## フロアとテナント

### フロア概要
核店舗のイオンスーパーセンター一関店と28の専門店で構成される。

### 主なテナント
フード
- ケンタッキーフライドチキン（ファストフード）
- 不二家（洋菓子）
- 四六時中（レストラン）
- ピーコック（焼き物・ラーメン）

ファッション・グッズ
- ハニーズ（レディス）
- アメリカ屋（ファミリー）
- AS Beefam.（靴）
- 宮脇書店（書籍）
- OPTIQUE PARIS MIKI（メガネ）

サービス・エンターテイメント
- カーブス（フィットネス）
- ペッピーキッズクラブ（子供英語教室）
- チャンスセンター（宝くじ）
- モーリーファンタジー（ゲームセンター）

※テナント情報は2025年2月時点
出店テナント全店の詳細情報及び営業時間およびATMを設置している金融機関の詳細は公式サイトを参照。

## アクセス
一関市総合体育館そば、岩手県道19号沿いに位置している。

### 鉄道
- 一ノ関駅（JR東日本：東北新幹線・東北本線・大船渡線）から約30分
- 山ノ目駅（同上：東北本線）から約35分

### バス
- 岩手県交通「一関イオン線」一ノ関駅西口10番バス乗り場より「イオンスーパーセンター一関店」下車。

### 自動車
- 東北自動車道 - 一関ICより約10分

## 周辺
- フレスポ一関（ダイソーフレスポ一関店、西松屋フレスポ一関店、スシロー一関中里店など）
- 一関市総合体育館（ユードーム）
- ケーズデンキ一関店
- 一関遊水地記念緑地公園
  - 一関サッカー・ラグビー場